# Ede (Pays-Bas)
Pour les articles homonymes, voir Ede.
Ede (prononcé en néerlandais : [ˈeːdə] ) est une commune et ville néerlandaise, située en province de Gueldre, dans le sud-ouest de la région naturelle de la Veluwe. La commune, bordant la province d'Utrecht, compte 118 530 habitants au recensement de 2021.

## Politique et administration

### Liste des bourgmestres successifs
| Portrait                                                                                                  | Identité                                                                                       | Période          | Période                                | Durée                     | Étiquette                                          |
| Portrait                                                                                                  | Identité                                                                                       | Début            | Fin                                    | Durée                     | Étiquette                                          |
| --- | ---------------------------------------------------------------------------------------------- | ---------------- | -------------------------------------- | ------------------------- | -------------------------------------------------- |
| Pas de portrait sous licence libre disponible pour Everhard Dirk van Meurs.                               | Everhard Dirk van Meurs (d) (18 février 1790 - 11 juin 1822)                                   | 1818             | 11 juin 1822 (mort en cours de mandat) | 4 ans                     |                                                    |
| Pas de portrait sous licence libre disponible pour Hermanus Theodorus Prins.                              | Hermanus Theodorus Prins (d) (18 avril 1787 - 29 août 1852)                                    | 1822             | 1851                                   | 29 ans                    |                                                    |
| Pas de portrait sous licence libre disponible pour Theodorus Prins.                                       | Theodorus Prins (d) (30 mars 1821 - 29 août 1860)                                              | 1851             | 1860 (mort en cours de mandat)         | 9 ans                     |                                                    |
| Antoon Willem van Borssele                                                                                | Antoon Willem van Borssele (d) (6 juillet 1829 - 15 mars 1903)                                 | 1860             | 1896                                   | 36 ans                    |                                                    |
| Pas de portrait sous licence libre disponible pour Florent Sophius op ten Noort.                          | Florent Sophius op ten Noort (d) (4 janvier 1856 - 3 décembre 1927)                            | 1896             | 1905                                   | 9 ans                     |                                                    |
| Pas de portrait sous licence libre disponible pour Diederik Jacob Adrianus Albertus van Lawick van Pabst. | Diederik Jacob Adrianus Albertus van Lawick van Pabst (d) (16 février 1860 - 30 décembre 1925) | 1905             | 1910                                   | 5 ans                     |                                                    |
| Pas de portrait sous licence libre disponible pour Alexander van Heeckeren van Kell.                      | Alexander van Heeckeren van Kell (d) (19 juillet 1871 - 4 juin 1945)                           | 1910             | 1917                                   | 7 ans                     | Parti antirévolutionnaire                          |
| Carl Oscar Philip Creutz                                                                                  | Carl Oscar Philip Creutz (d) (24 septembre 1873 - 15 février 1941)                             | 1917             | 1938                                   | 21 ans                    |                                                    |
| Pas de portrait sous licence libre disponible pour Leopold Roland Middelberg.                             | Leopold Roland Middelberg (d) (30 septembre 1881 - 1963)                                       | 16 décembre 1938 | 1941                                   | 3 ans                     | Parti antirévolutionnaire                          |
| Pas de portrait sous licence libre disponible pour Theodorus Christiaan van Dierendonck.                  | Theodorus Christiaan van Dierendonck (d) (né le 6 mai 1893)                                    | 7 avril 1941     | 17 avril 1945                          | 4 ans et 10 jours         | Mouvement national-socialiste aux Pays-Bas         |
| Pas de portrait sous licence libre disponible pour Leopold Roland Middelberg.                             | Leopold Roland Middelberg (d) (30 septembre 1881 - 1963)                                       | 17 avril 1945    | 1946                                   | 1 an                      | Parti antirévolutionnaire                          |
| Joost Boot                                                                                                | Joost Boot (d) (12 décembre 1902 - 20 janvier 2002)                                            | 1946             | 1951                                   | 5 ans                     | Parti antirévolutionnaire                          |
| Herman Martinus Oldenhof                                                                                  | Herman Martinus Oldenhof (d) (17 septembre 1899 - 11 avril 1985)                               | 1952             | 1962                                   | 10 ans                    | Parti antirévolutionnaire                          |
| Pieter Platteel                                                                                           | Pieter Platteel (d) (14 août 1911 - 19 août 1978)                                              | 16 décembre 1962 | 1968                                   | 6 ans                     | Parti antirévolutionnaire                          |
| Jan Slot                                                                                                  | Jan Slot (d) (18 juillet 1913 - 6 juin 1994)                                                   | 1968             | 1978                                   | 10 ans                    | Parti antirévolutionnaire                          |
| Mattheus Karel van Dijke                                                                                  | Mattheus Karel van Dijke (d) (25 novembre 1923 - 3 juin 1987)                                  | 1979             | 3 juin 1987 (mort en cours de mandat)  | 8 ans                     | Parti antirévolutionnaire Appel chrétien-démocrate |
| Pim Blanken                                                                                               | Pim Blanken (d) (11 mai 1940 - 25 octobre 2016)                                                | 1988             | 2001                                   | 13 ans                    | Appel chrétien-démocrate                           |
| Roel Robbertsen                                                                                           | Roel Robbertsen (en) (né le 6 octobre 1948)                                                    | 2002             | 2007                                   | 5 ans                     | Appel chrétien-démocrate                           |
| Tineke Netelenbos                                                                                         | Par intérim : Tineke Netelenbos (née le 15 février 1944)                                       | juin 2007        | janvier 2008                           | 7 mois                    | Parti travailliste                                 |
| Cees van der Knaap                                                                                        | Cees van der Knaap (en) (né le 27 janvier 1951)                                                | 13 novembre 2007 | 30 août 2017                           | 9 ans, 9 mois et 17 jours | Appel chrétien-démocrate                           |
| René Verhulst en juin 2019.                                                                               | René Verhulst (d) (né le 28 septembre 1960)                                                    | 8 septembre 2017 | En cours                               | 7 ans, 6 mois et 6 jours  | Appel chrétien-démocrate                           |

## Population de la commune
La population était de 107 476 habitants en 2007.
- Bennekom: 14 749
- De Klomp: 508
- Deelen: 50
- Ede : 67 812
- Ederveen: 3 167
- Harskamp: 3 464
- Hoenderloo: 65
- Lunteren: 12 464
- Otterlo (Musée Kröller-Müller): 2 383
- Wekerom: 2 506

## Galerie

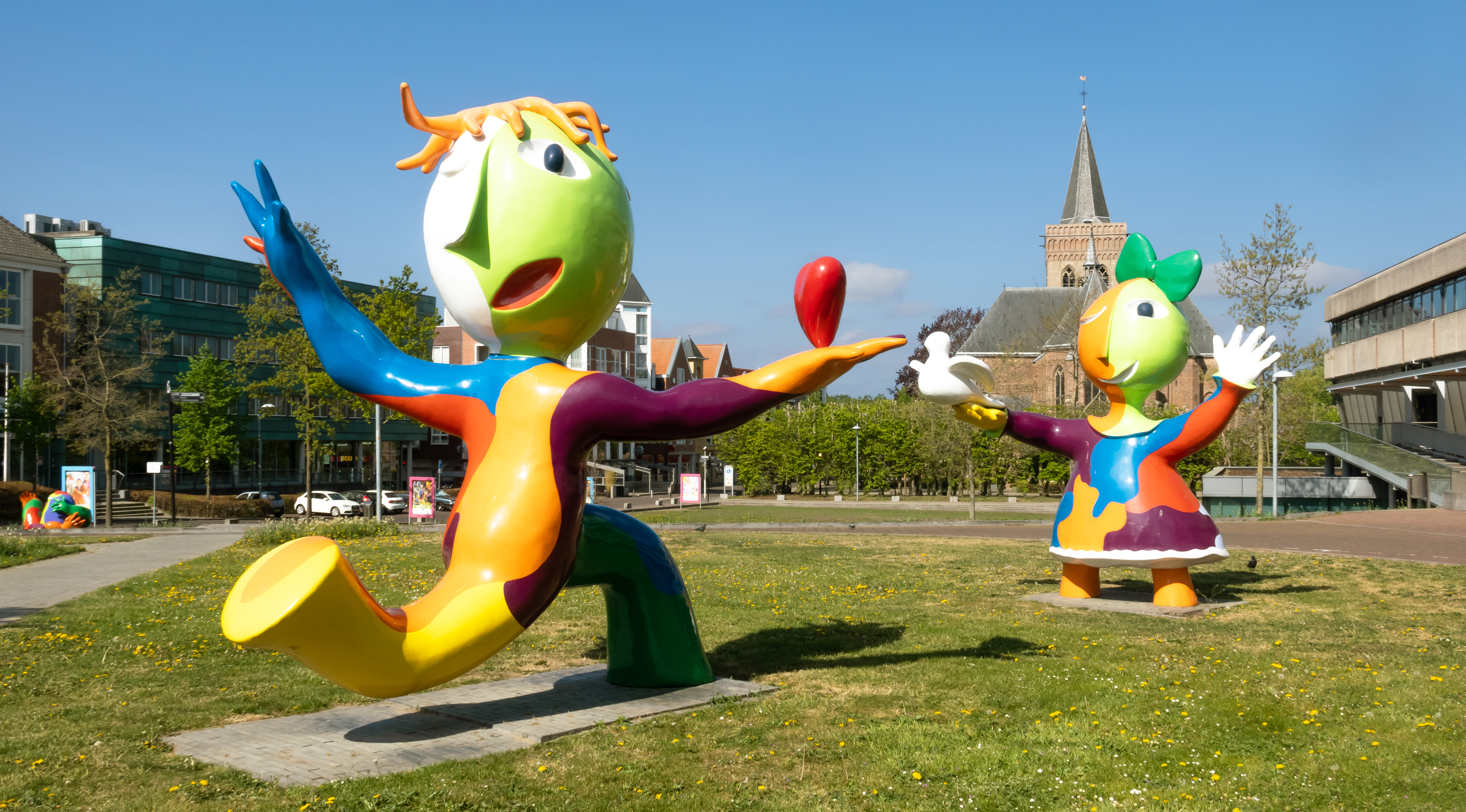
Ede, les sculptures de l'artiste Juan Ripolles devant la mairie
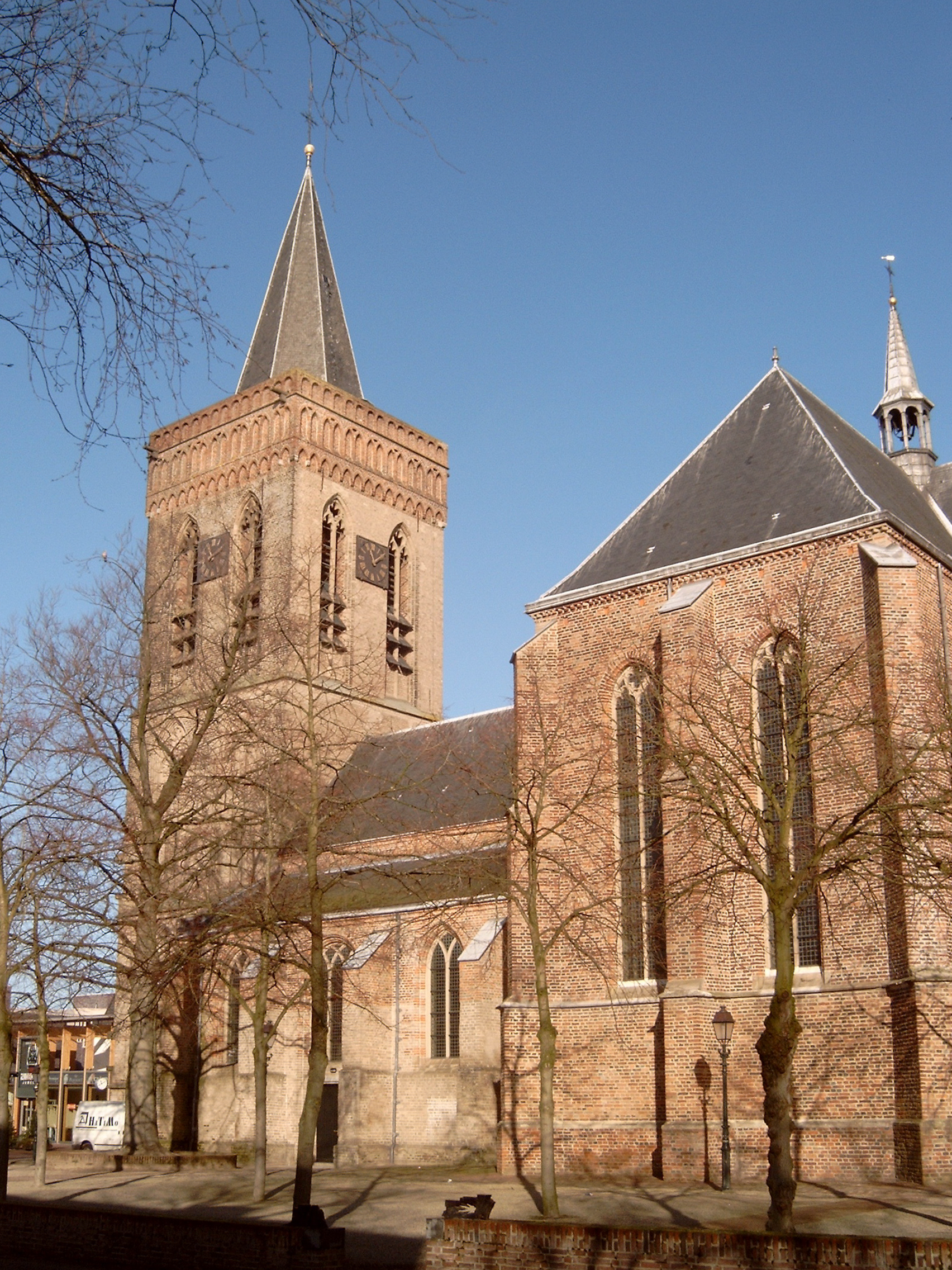
Ede, l'église: la Oude Kerk
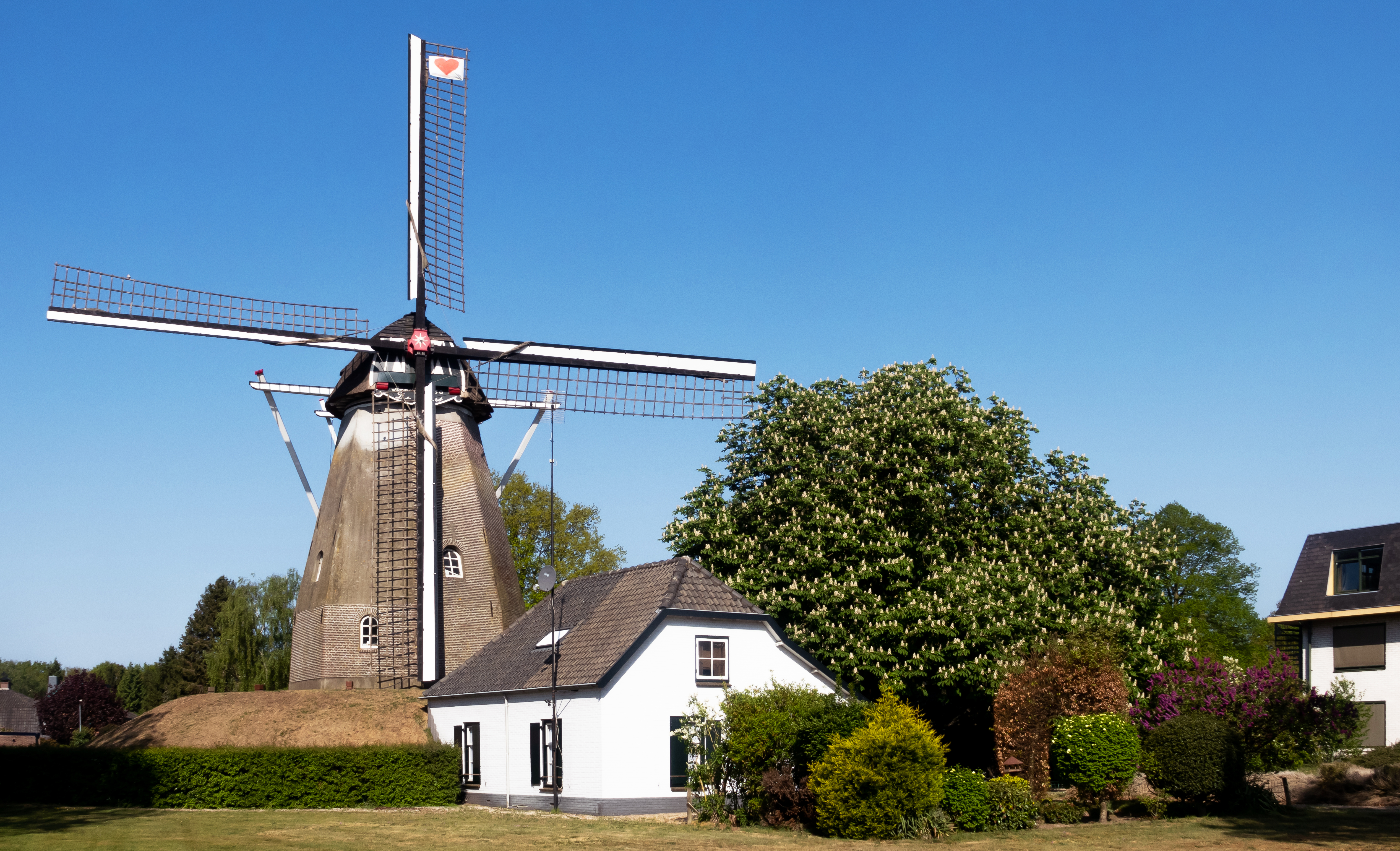
Ede, le moulin: le Keetmolen
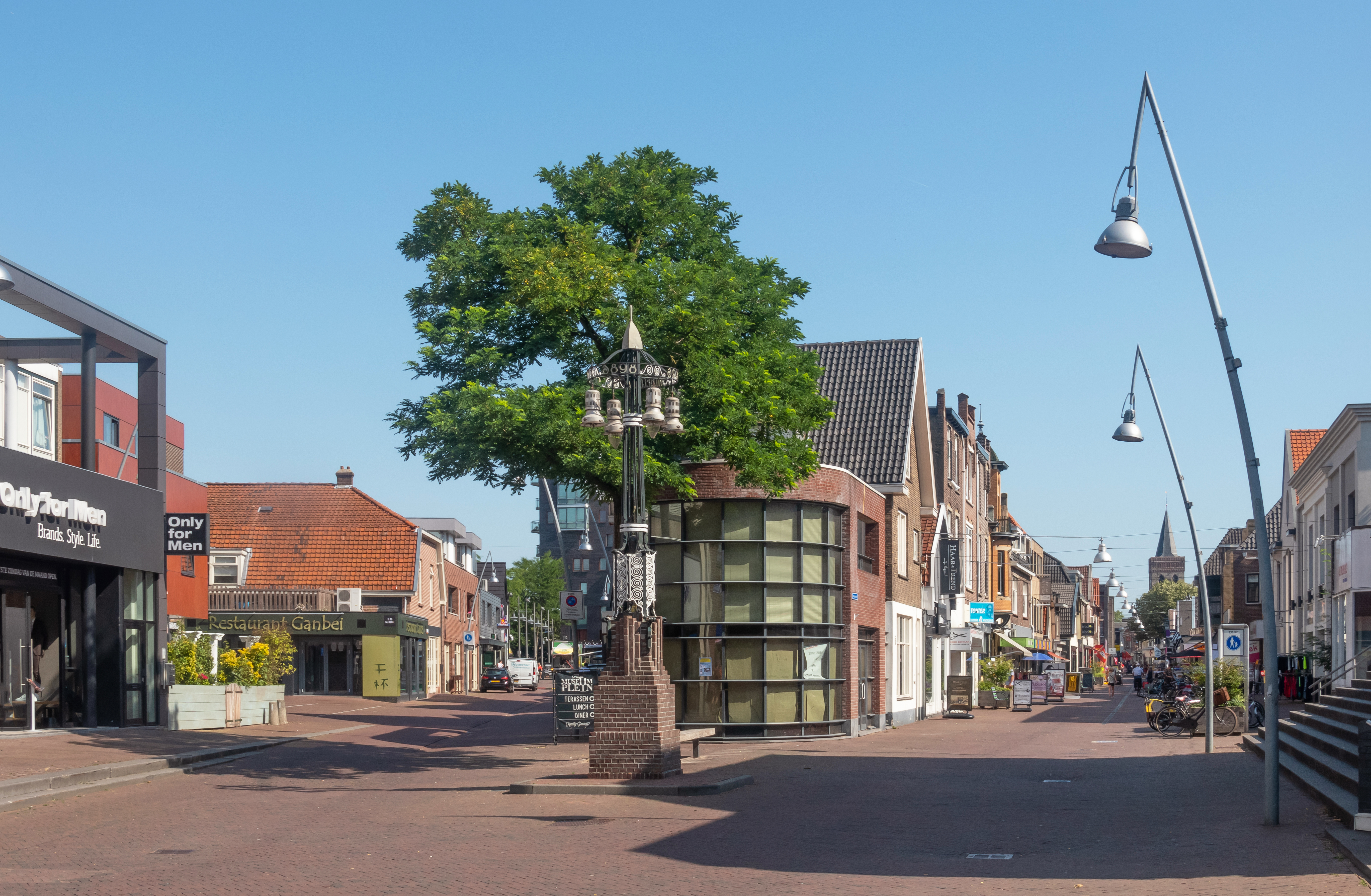
Ede, vue sur la Maanderplein
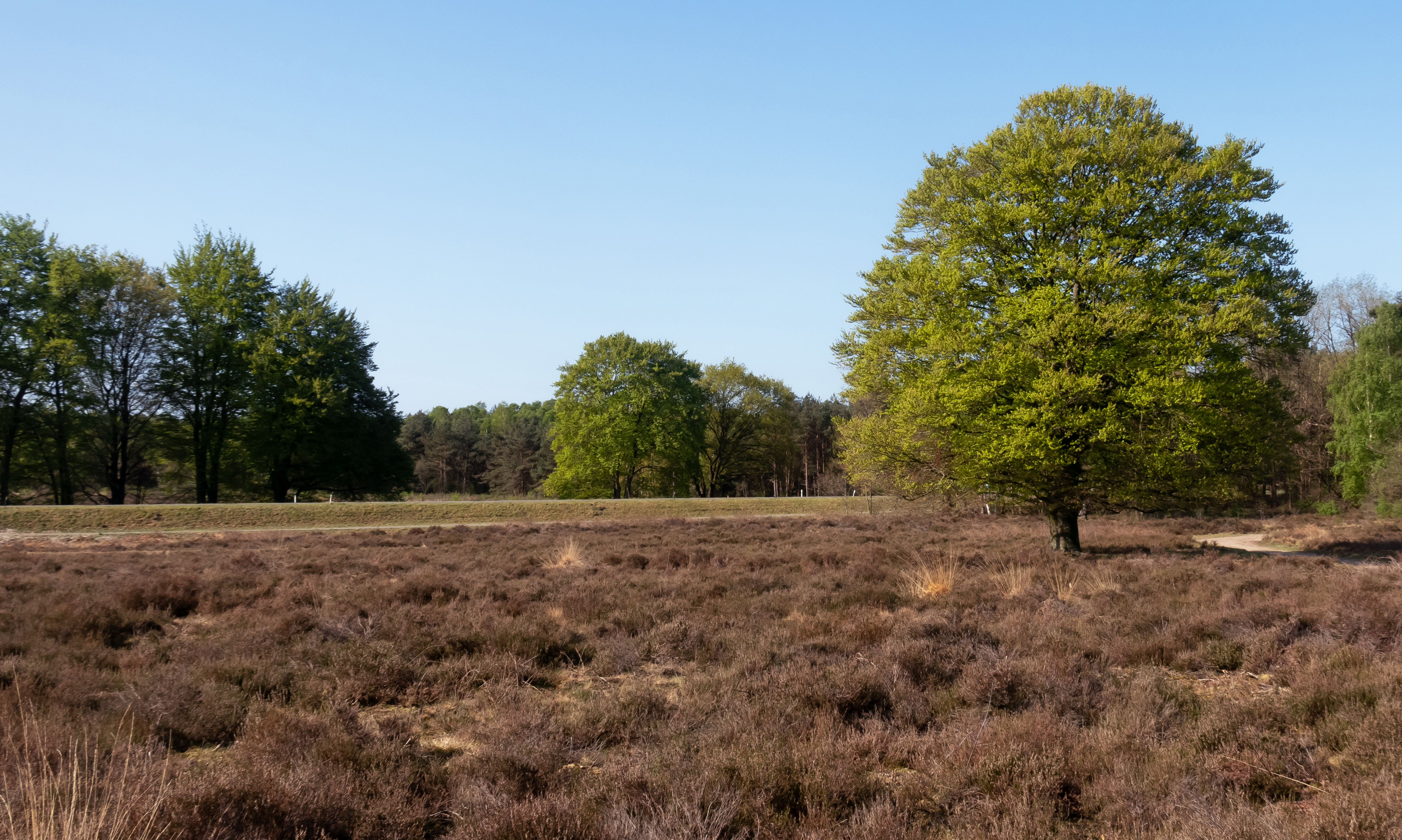
Edese Hei, l'arbre sur la bruyère
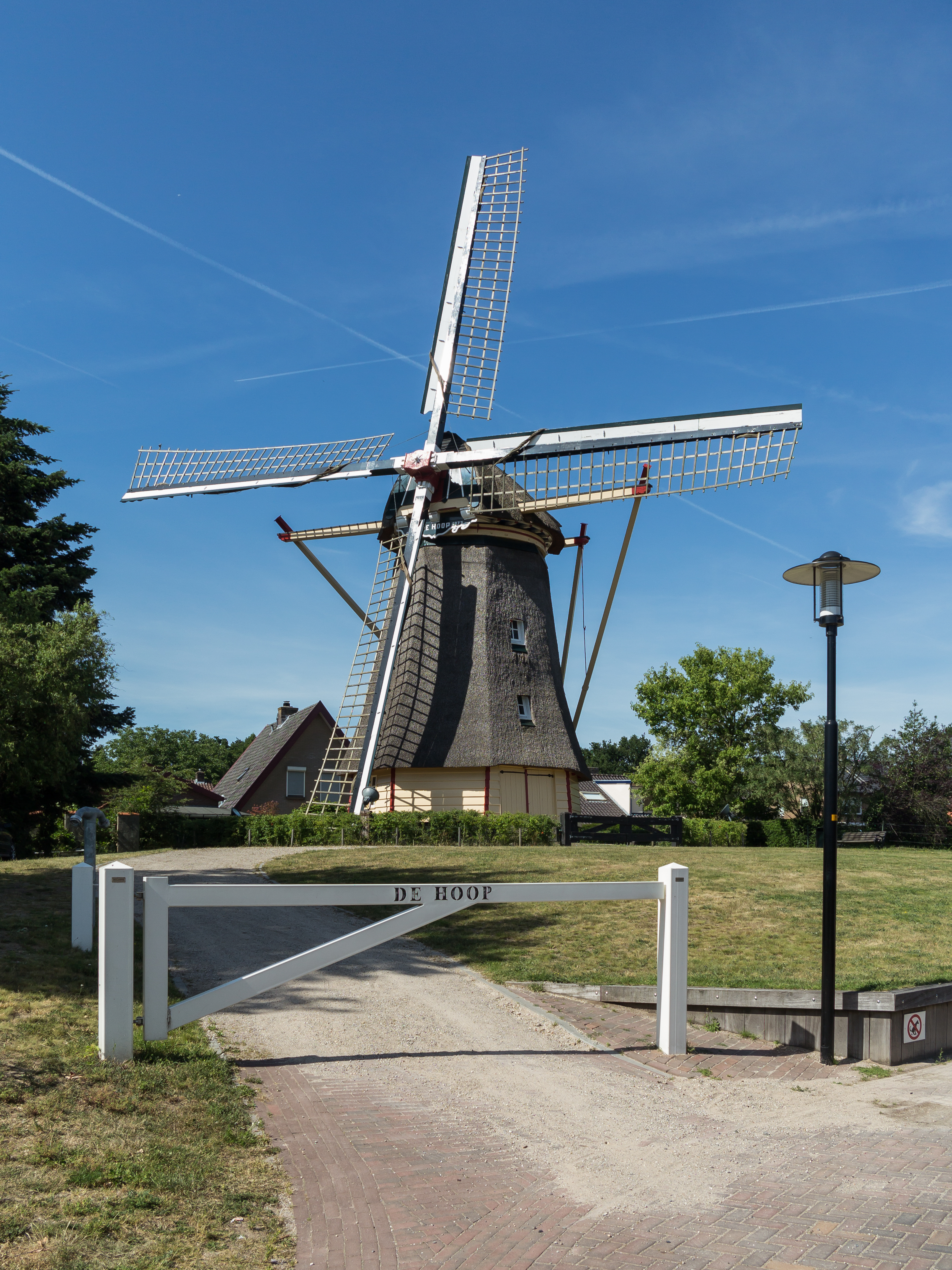
Lunteren, le moulin: windkorenmolen de Hoop

## Personnalités
- Soufian El Hassnaoui, footballeur marocain, y est né.
- Ghislaine Pierie, actrice, y est née.
- Adnane Tighadouini, footballeur marocain, y est né.